# Яцевич, Анастасия Александровна
Анастаси́я Алекса́ндровна Яце́вич (бел. Настасься Аляксандраўна Яцэвіч; род. 18 января 1985, Омск) — белорусская легкоатлетка, специалистка по спортивной ходьбе. Выступает за сборную Белоруссии по лёгкой атлетике с 2005 года, победительница и призёрка первенств республиканского значения, участница двух летних Олимпийских игр. Мастер спорта Республики Беларусь международного класса.

## Биография
Анастасия Яцевич родилась 18 января 1985 года в Омске. Ещё в детстве вместе с семьёй переехал на постоянное жительство в Белоруссию, проживала в городском посёлке Октябрьский.
Занималась лёгкой атлетикой в Минске в Республиканском центре олимпийской подготовки, была подопечной тренеров А. А. Макарова и Е. Н. Мисюли.
Впервые заявила о себе на международном уровне в сезоне 2005 года, когда вошла в состав белорусской национальной сборной и выступила на молодёжном европейском первенстве в Эрфурте, где в ходьбе на 20 км финишировала шестой.
В 2007 году стартовала на Кубке Европы по спортивной ходьбе в Ройал-Лемингтон-Спа — сошла с дистанции 20 км, но вместе с соотечественницами стала победительницей женского командного зачёта. На молодёжном европейском первенстве в Дебрецене была дисквалифицирована.
На Кубке Европы 2009 года в Меце не финишировала.
В 2010 году в ходьбе на 20 км заняла 13-е место на чемпионате Европы в Барселоне.
В 2011 году показала 15-й результат на Кубке Европы в Ольяне и 18-й результат на чемпионате мира в Тэгу. На чемпионате Белоруссии в Гродно превзошла всех соперниц и установила свой личный рекорд на дистанции 20 км — 1:29:30.
На Кубке мира 2012 года в Саранске заняла 51-е место. Выполнив олимпийский квалификационный норматив (1:33:30), удостоилась права защищать честь страны на летних Олимпийских играх в Лондоне — в программе 20 км показала время 1:35:41, расположившись в итоговом протоколе соревнований на 45-й строке.
В 2013 году закрыла десятку сильнейших на Кубке Европы в Дудинце, заняла 22-е место на чемпионате мира в Москве.
На Кубке мира 2014 года в Тайцане сошла с дистанции.
В 2016 году показала 35-й результат на впервые проводившемся командном чемпионате мира по спортивной ходьбе в Риме. Имея результат выше олимпийского квалификационного норматива (1:36:00), благополучно прошла отбор на Олимпийские игры в Рио-де-Жанейро — на сей раз в зачёте ходьбы на 20 км с результатом 1:32:53 заняла 17-е место.
На чемпионате мира 2017 года в Лондоне была 26-й.
В 2018 году в новой для женщин дисциплине 50 км финишировала девятой на командном чемпионате мира в Тайцане, тогда как на чемпионате Европы в Берлине сошла.
В 2019 году в ходьбе на 50 км с личным рекордом 4:16:39	стала пятой на Кубке Европы в Алитусе, показала 12-й результат на чемпионате мира в Дохе.
В 2021 году на командном чемпионате Европы в Подебрадах заняла 12-е место в ходьбе на 35 км.
За выдающиеся спортивные достижения удостоена почётного звания «Мастер спорта Республики Беларусь международного класса».